# Phonophilus portentosus
Genre
Espèce
Phonophilus portentosus, unique représentant du genre Phonophilus, est une espèce d'araignées aranéomorphes de la famille des Lycosidae.

## Distribution
Cette espèce est endémique de Libye.

## Publication originale
- Ehrenberg, 1831 : Symbolae physicae, seu, Icones et descriptiones. Animalium Evertebratorum sepositis Insectis quae ex itinere per Africam borealem et Asiam occidentalem F. G. Hemprich et C. G. Ehrenberg studio novae aut illustrate redierunt. Berolini, Mollusca C.